# جغرافیای کانادا
جغرافیای کانادا به توصیف ویژگی‌های کانادا این دومین کشور پهناور جهان می‌پردازد.

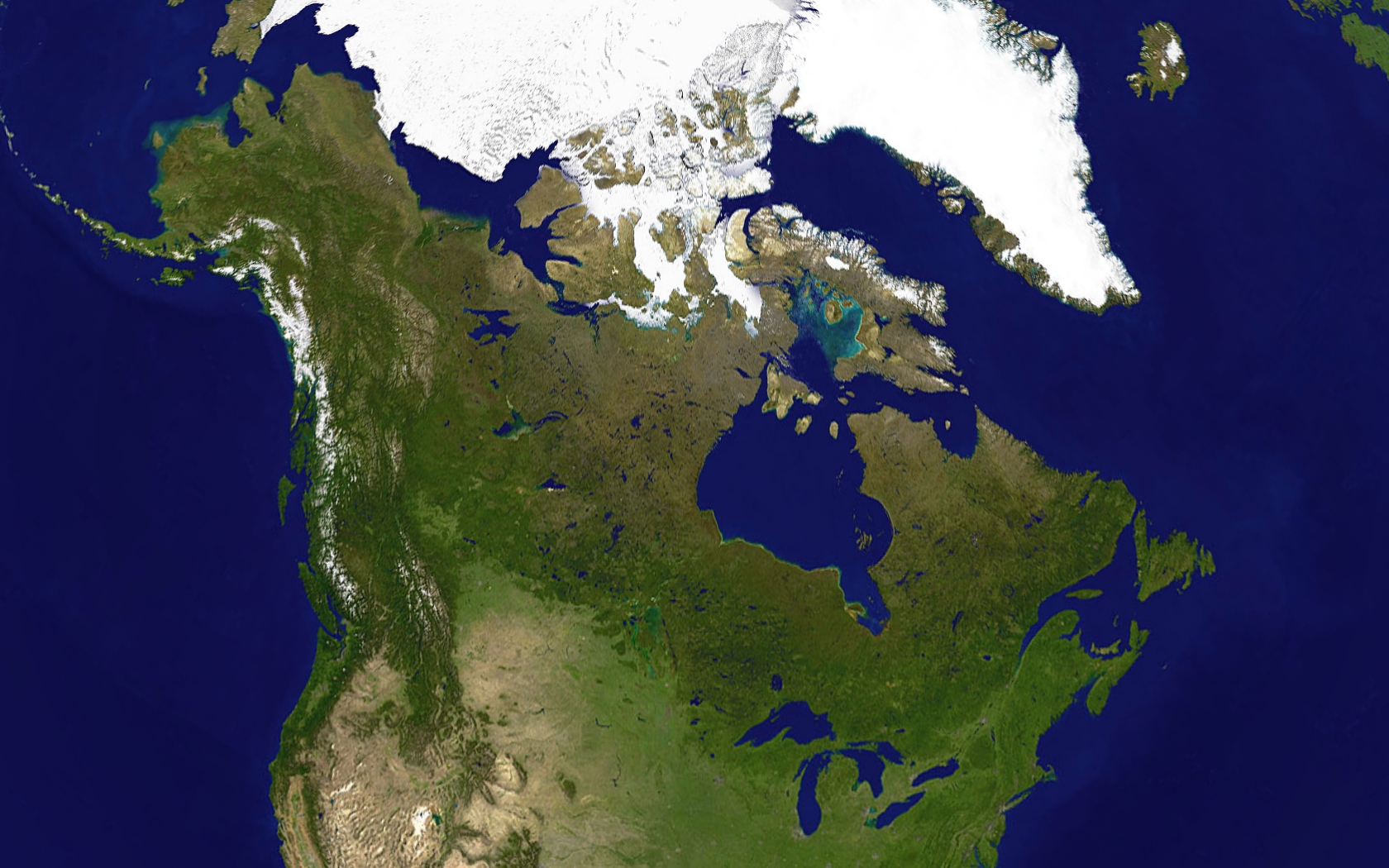
تصویر ماهواره‌ای از کانادا. جنگل‌های بورئال در سرتاسر کشور وجود دارد، قطب شمال کشور، کوهستانهای ساحلی وکوه‌های سنت الیاس (الیاس قدیس)، پوشیده از برف و یخ است و نواحی استپ و اطراف آن، مسطح و مناسب برای کشاورزی است. آب دریاچه‌های بزرگ به رودخانهٔ سنت لارنس در جنوب این کشور که جمعیت بیشتری در آن قسمت وجود دارد می‌ریزد.

کانادا سرزمینی پهناور و ناهموار است. از شمال تا جنوب، بیش از نیمی از نیم‌کرهٔ شمالی را دربر می‌گیرد. از شرق تا غرب، در گستره‌ای نزدیک به ۴٬۷۰۰ مایل (۷٬۵۶۰ کیلومتر) کشیده شده و شش منطقهٔ زمانی را شامل می‌شود. این کشور، دومین کشور بزرگ جهان از نظر وسعت است، اما تنها نیم درصد از جمعیت جهان را در خود جای داده است.
کانادا در نیمهٔ شمالی قارهٔ آمریکای شمالی قرار دارد و تنها همسایهٔ آن ایالات متحده است که در جنوب (و همچنین از طریق ایالت جداافتادهٔ آلاسکا در شمال‌شرق) با آن مرز مشترک دارد. شعار ملی کانادا «از دریا تا دریا» (a Mari Usque ad Mare) گستردگی این کشور را توصیف می‌کند، چرا که از اقیانوس آرام در غرب تا اقیانوس اطلس در شرق امتداد دارد و حتی برخی پیشنهاد کرده‌اند که با افزودن یک «... تا دریا» این شعار به اقیانوس منجمد شمالی در شمال کشور نیز اشاره داشته باشد.
کانادا دومین کشور بزرگ جهان است، اما بیش از ۸۰ درصد از مساحت آن کم‌سکنه است و بیشتر جمعیت آن در چند شهر بزرگ نزدیک به مرز ایالات متحده آمریکا متمرکز شده‌اند. این پراکندگی جمعیت ناشی از جغرافیای خاص کاناداست که در مجموع چندان مساعد برای زندگی انسان نیست.
جغرافیای کانادا را می‌توان در دو محور بررسی کرد: از غرب به شرق و از شمال به جنوب. هر چه به سمت شمال برویم، سرما، صخره‌های سنگی، برف و یخ افزایش می‌یابد و زندگی در این مناطق دشوارتر می‌شود. اما بخش جنوبی کشور که از جنوب‌شرق تا جنوب‌غرب گسترده شده، به دلیل تنوع جغرافیایی بیشتر، قابل سکونت‌تر است و در آن، از دره‌های سرسبز تا مناطق بیابانی خشک وجود دارد.
شمال دور کانادا در چنگ سرمای قطب شمال قرار دارد، جایی که یخ، برف و یخچال‌های طبیعی چشم‌انداز را شکل می‌دهند. در این منطقه، درختان کمی رشد می‌کنند و کشاورزی عملی نیست. مردم بومی کانادا، که به نام «ملت‌های نخستین» شناخته می‌شوند، با شکار و ماهیگیری در این سرزمین زندگی می‌کنند.
چشم‌انداز کانادا شامل دریاچه‌های سیاه‌آبی، رودخانه‌های متعدد، کوه‌های باشکوه در غرب، دشت‌های گسترده در مرکز و دره‌های جنگلی در شرق است. سپر کانادا، که منطقه‌ای تپه‌ای با دریاچه‌ها و مرداب‌هاست، در شمال کشور امتداد یافته و برخی از کهن‌ترین سنگ‌های زمین را در خود دارد.

## جغرافیای سیاسی
واحد اندازه‌گیری مسافت در کشور کانادا کیلومتر می‌باشد. کانادا بیشتر از ۷۰۰۰ کیلومتر پهنا دارد. سفر زمینی از شهرهای هلیفکس تا ونکوور حدود ۷ روز به طول می‌کشد و این در حالی است که همین مسیر به صورت هوایی حدود ۷ ساعت به طول می‌انجامد.
کانادا بیشترین بخش آمریکای شمالی را اشغال کرده است که هم‌مرز ایالات متحده از جنوب و آلاسکا در شمال غرب است و بین اقیانوس اطلس از شرق و اقیانوس آرام در غرب قرار دارد و از شمال به اقیانوس منجمد شمالی محدود می‌شود. از سال ۱۹۲۵، کانادا ادعای مالکیت بخشی از اقیانوس منجمد شمالی از طول W ۶۰ درجه تاW۱۴۱ درجه را کرد که این ادعا به صورت جهانی رد شد. شمالی‌ترین بخش این کشور (و شمال جهان)، CFs (Canadian Forces Station) واقع در شمال جزیرهٔ آلس مر با ارتفاع ۸۲٫۵ درجه شمالی، یعنی ۸۱۷ کیلومتر (۴۵۰ مایل دریایی) فاصله از قطب شمال است.
کانادا دومین کشور بزرگ از لحاظ مساحت، بعد از روسیه است. تراکم جمعیت ان، ۳٫۵ نفر در هر کیلومتر مربع (۹٫۱، نفر در مایل مربع) است که پایین‌ترین حد تراکم در دنیاست. بخشی که بیشترین جمعیت را داراست، ویندسور کوریوور شهر کوبک نزدیک دریاچه‌های Great و رودخانه سنت لاورنس در جنوب است.

## پوشش
منطقه‌ای که در شمال واقع شده، منطقهٔ سنگی Shield است که در عصر یخبندان، خشک شد. این منطقه غنی از مواد معدنی و خاک سست است که در نقاطی از آن رود و دریاچه دیده می‌شود. کانادا تاکنون دارای بیشترین دریاچه و مقدار آب شیرین در میان دیگر کشورهای جهان است.

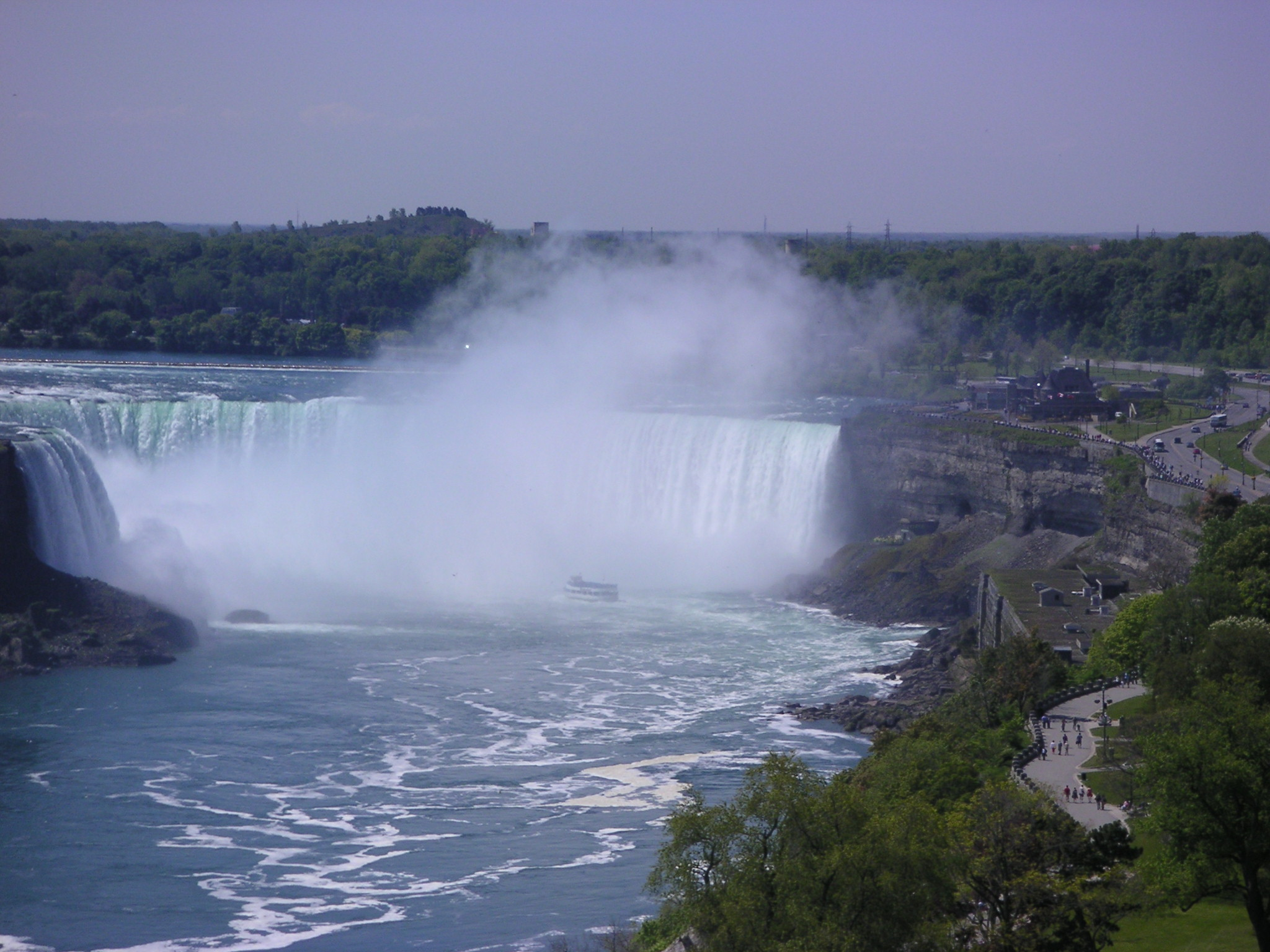
آبشار Horseshoe نیاگارا. این آبشار که در اونتاریوواقع است، از بزرگ‌ترین آبشارهای دریاچهٔ نیاگارا و یکی از بزرگ‌ترین آبشارهای جهان است.

در نواحی شرقی کانادا، رودخانهٔ سنت لورنس تا خلیج سنت لورنس، بزرگ‌ترین خور (ریزشگاه رود) جهان، ادامه دارد که جزیرهٔ نیوفوند لند در مصب آن قرار دارد. جنوب این خلیج، یعنی منطقهٔ دریایی مری تایمز، دنبالهٔ منطقهٔ پنسیلوانیای کوبک است. نیوبرانزویک و نووا اسکوتیا توسط منطقهٔ Bay of Fundy از هم جدا می‌شوند و بزرگ‌ترین و متفاوت‌ترین جزر و مدها در این ناحیه رخ می‌دهد. انتاریو و خلیج بای در مرکز شهر واقعند. غرب انتاریو، مسطح و گسترده است و استپ‌ها تا کوه‌های راکی ادامه دارد که آن‌ها را از منطقهٔ بریتیش کلمبیا، جدا می‌کند.
گیاهان شمال کانادا، به تدریج به سمت جنگل‌های درخت کاج تا توندرا و به سمت زمین‌های لم یزرع قطب شمال، در شمال دور، کم و کمتر می‌شود. نواحی اصلی شمال کانادا به مجمع الجزایر شمالی گسترده‌ای که تعدادی از آنها، جزء بزرگ‌ترین جزایر دنیا هستند، احاطه شده‌اند.

## حیات وحش
شمال دورافتاده و جنگل‌های گستردهٔ کانادا زیستگاه گونه‌های مختلف حیات‌وحش است؛ از خرس‌ها، گرگ‌ها، سگ‌های آبی، گوزن‌ها، شیرهای کوهی و گوسفندان شاخ‌بزرگ گرفته تا حیوانات کوچکتری مانند راکون‌ها، سمورها و خرگوش‌ها. دریاچه‌ها و رودخانه‌های این کشور، که حدود ۲۰ درصد از آب شیرین زمین را در خود جای داده‌اند، مملو از ماهی‌هایی همچون قزل‌آلا و ماهی آزاد هستند.
دشت‌های جنوبی کانادا زیستگاه گاومیش‌های کوهان‌دار و آهوان شاخ‌چنگالی است. در شمال‌تر، جنگل‌های پهناور همیشه‌سبز کانادا قرار دارند که محل زندگی گونه‌های زیادی از حیات‌وحش، از جمله موس‌ها و خرس‌های سیاه است. حتی در شمال‌تر، سرددشت‌ها و بی‌درخت وجود دارد که محل سکونت گله‌های گوزن شمالی (کاریبو) و گاو مشک است.
کانادایی‌ها تلاش زیادی برای حفاظت از حیات‌وحش بومی خود انجام می‌دهند. این کشور دارای ۴۱ پارک ملی و سه منطقهٔ حفاظت‌شدهٔ دریایی است. با این حال، گونه‌هایی مانند گرگ‌ها، سیاه‌گوش‌ها و برخی از ماهیان اقیانوس اطلس بیش از حد شکار یا صید شده‌اند.

## مناطق جغرافیایی
این کشور از مجموعه ۱۰ استان و ۳ سرزمین و در ۵ منطقه اصلی به نام‌های Atlantic, Central, North, Prairies و West Coast تشکیل گشته است. فرهنگ و جمعیت هر یک از این بخش‌ها متفاوت و نمایانگر تصویری متفاوت از این کشور پهناور می‌باشد.

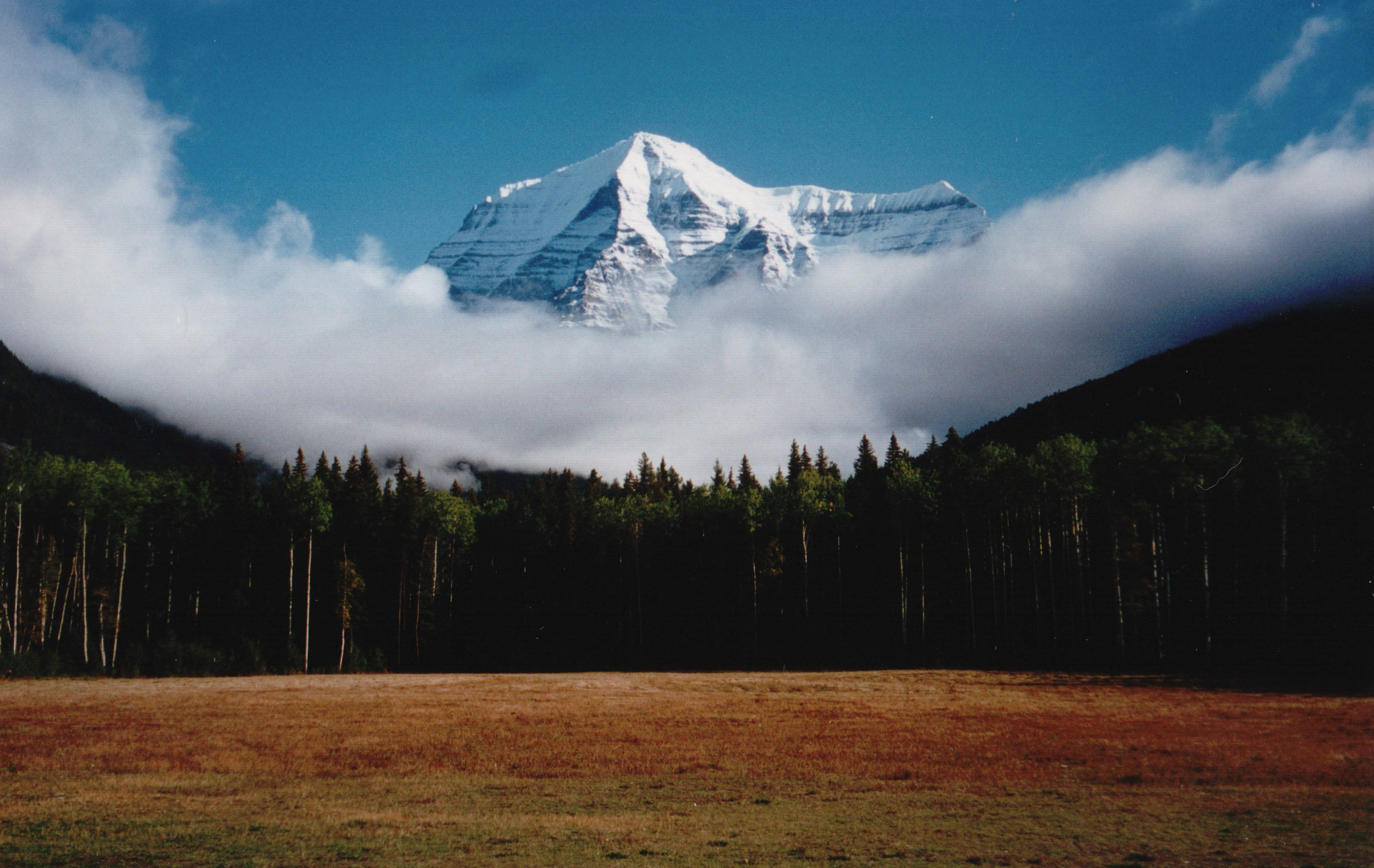
کوه رابسون در رشته کوه‌های راکی در کانادا

### ساحل غربی
کرانهٔ باختری کانادا که در امتداد اقیانوس آرام قرار دارد، منطقهٔ کوردیلرا نامیده می‌شود و استان بریتیش کلمبیا را در بر می‌گیرد. رشته‌کوه‌های ساحلی، که از آلاسکا به پایین امتداد دارند، مرز طبیعی این منطقه را با اقیانوس مشخص کرده‌اند. در شرق این کوه‌ها، رشته‌کوه‌های راکی کانادا قرار دارند که مرز میان بریتیش کلمبیا و آلبرتا را تشکیل می‌دهند. هر دو رشته‌کوه میزبان جنگل‌های انبوه همیشه‌سبز و گونه‌های مختلف حیات‌وحش هستند که در جهان تصویری نمادین از طبیعت کانادا ارائه داده‌اند.
میان این دو رشته‌کوه، دره‌های سرسبز و منطقهٔ گرم و خشکی در جنوب اوکاناگان قرار دارد که به دلیل آب‌وهوای مساعد، به مرکزی برای تولید میوه و شراب‌سازی در کانادا تبدیل شده است.
استان بریتیش کلمبیا به دلیل دامنه‌ها و جنگل‌های بسیار زیبایش مشهور می‌باشد. منابع طبیعی این استان از قبیل صنعت چوب و ماهیگیری برای اقتصاد کشور بسیار مهم می‌باشد. میوه‌کاری و صنعت توریسم از دیگر فعالیت‌های مهم این استان می‌باشد.

### دشت‌های کانادا
در آن سوی کوه‌های راکی، چشم‌انداز کانادا به‌طور چشمگیری مسطح می‌شود. این منطقه، که به دشت‌های کانادا معروف است، شامل استان‌های آلبرتا، ساسکاچوان و مانیتوبا است و برخی از خشک‌ترین و کم‌درخت‌ترین بخش‌های کشور را در بر می‌گیرد. دشت‌های وسیع و زمین‌های کشاورزی حاصلخیز، این منطقه را به مرکز کشاورزی کانادا تبدیل کرده است.
در جنوب‌شرقی آلبرتا، زمین‌های صحرایی و خشک با صخره‌های عجیب‌وغریب سنگی موسوم به هودوها وجود دارد. اما در بخش‌های شمالی دشت‌ها، زمین‌ها جنگلی‌تر و تپه‌ای‌تر هستند. در استان مانیتوبا، سه دریاچهٔ بزرگ دریاچه منیتوبا، دریاچه وینیپگوسیس و دریاچه وینیپگ در مرکز استان قرار گرفته‌اند که اطراف آن‌ها را تالاب‌ها، رودخانه‌ها و جنگل‌های سرسبز احاطه کرده است.
بیشتر زمین‌های این ناحیه صاف و بارور می‌باشند و برای کشاورزی ایده‌آل هستند. همچنین این زمین‌ها غنی از منابع انرژی می‌باشند. این منطقه از کوه‌های راکی آغاز شده و در غرب آلبرتا به پایان می‌رسد. رشته‌کوه‌های راکی شامل بلندترین قلل آمریکای شمالی می‌باشند.

### مرکز کانادا
منطقهٔ مرکزی کانادا شامل بزرگ‌ترین استان‌های کشور، انتاریو و کبک است و بخشی از تشکیلات جغرافیایی عظیمی به نام سپر کانادایی محسوب می‌شود که به کشور شکل ویژه‌ای داده است. این منطقه از شمال به خلیج هادسون و از جنوب به دریاچه‌های بزرگ (آمریکای شمالی) (دریاچهٔ سوپریور، هورون، ایری و انتاریو) محدود شده است.
این بخش عمدتاً سرسبز است و شامل تپه‌های جنگلی و دشت‌های حاصلخیز می‌شود، اما هرچه به سمت شمال برویم، زمین‌های سنگی و بایر جایگزین جنگل‌ها می‌شوند. منطقهٔ دشت‌های دریاچه‌های بزرگ-سن‌لوران در جنوب این منطقه، محل سکونت بیشتر جمعیت استان‌های مرکزی است، زیرا زمین‌های کم‌ارتفاع و حاصلخیز آن اطراف رودخانهٔ سن‌لوران و دریاچه انتاریو قرار گرفته‌اند.
این منطقه پرجمعیت‌ترین ناحیه در کشور کانادا است. استان‌های انتاریو و کبک مجموعاً بیشتر از ۴/۳ کل محصولات کانادا را تولید می‌کنند.

### ساحل شرقی
این منطقه، که به نام آتلانتیک کانادا نیز شناخته می‌شود، شامل چهار استان نیوفاندلند و لابرادور، نیوبرانزویک، جزیره پرنس ادوارد و نوا اسکوشیا است. این استان‌ها که یا جزیره هستند یا شبه‌جزیره، در امتداد شرقی کبک و در نزدیکی اقیانوس اطلس قرار گرفته‌اند.
چشم‌انداز کرانهٔ خاوری کانادا ترکیبی از سواحل سنگی و جنگل‌های انبوه است که تحت تأثیر نزدیکی به اقیانوس شکل گرفته‌اند. ویژگی‌هایی همچون صخره‌های مرتفع، جزر و مدهای شدید و آبدره‌های طولانی از جمله خصوصیات طبیعی این بخش از کشور است. استان نیوفاندلند دارای بخش‌های وسیعی از زمین‌های خالی از سکنه است و منطقهٔ لابرادور، که به‌طور رسمی بخشی از نیوفاندلند است اما از نظر جغرافیایی مستقل محسوب می‌شود، دارای رشته‌کوه تورنگات، بلندترین کوه‌های شرق راکی در کانادا، است.

### شمال کانادا
شمال کانادا تعریف مشخصی ندارد، اما تمامی استان‌ها (به جز استان‌های آتلانتیک کانادا) بخش‌های شمالی بزرگی دارند که عمدتاً بایر، کم‌جمعیت و دارای زمستان‌های طولانی و بسیار سرد هستند.
در مفهوم دقیق‌تر، شمال واقعی کانادا شامل سه منطقهٔ شمالی یوکان، نوناووت و قلمروهای شمال غربی است. این مناطق با زمین‌های سنگی، دمای بسیار سرد و پوشش گیاهی پراکنده شناخته می‌شوند. در حالی که یوکان در غرب، دارای محیط جنگلی‌تر و مشابه منطقهٔ کوردیلرا است، دو منطقهٔ دیگر عمدتاً بایر و سنگلاخی هستند.
در مناطق بسیار شمالی، تقریباً هیچ انسانی زندگی نمی‌کند. این منطقه شامل مجمع‌الجزایری از جزایر عظیم است که عمدتاً با توندراهای برفی، یخچال‌های طبیعی و کوه‌های مرتفع پوشیده شده‌اند. این بخش از کانادا زیستگاه خرس‌های قطبی، فوک‌ها و ناروال‌هاست، اما پوشش گیاهی بسیار کمی دارد و سکونت انسان در آن تقریباً غیرممکن است. با این حال، این منطقه بخشی مهم از هویت ملی کانادا را تشکیل می‌دهد، هرچند تعداد اندکی از مردم توانسته‌اند از نزدیک آن را تجربه کنند.
از منابع مهم این منطقه می‌توان به نفت، گاز طبیعی، طلا، روی و سرب اشاره کرد.

## آب و هوا
زمستان در برخی از مناطق کشور، بخصوص در استان‌های ناحیه استپ که دمای متوسط سالانهٔ آن نزدیک یا کمتر از ۱۵ درجهٔ سلسیوس (۵ درجهٔ فارنهایت) است که بسیار سرد است و تا زیرc ۴۰ – هم می‌رسد و اغلب شاهد بادهای شدیدی در این مناطق هستیم.
نواحی ساحلی بریتیش کلمبیا، جزو استثنائات است و آب و هوایی گرم و زمستانی با هوایی ملایم و بارانی دارد.
در سمت سواحل شرقی و غربی، دمای بالای متوسط عموماً زیر ۲۰ درجهٔ سانتی‌گراد است. در حالی که دمای بالای متوسط بین این سواحل در تابستان چیزی بین c ۲۵ درجه تا c ۳۰ است که گهگاهی شاهد دمای بالایی در برخی از نقاط داخلی هستیم که برخی اوقات از c ۴۰ درجه فراتر می‌رود.
برای به دست آوردن اطلاعات کامل در مورد شرایط اقلیمی کانادا به وبگاه محیط زیست کانادا مراجعه کنید.

## جغرافیای زیستی

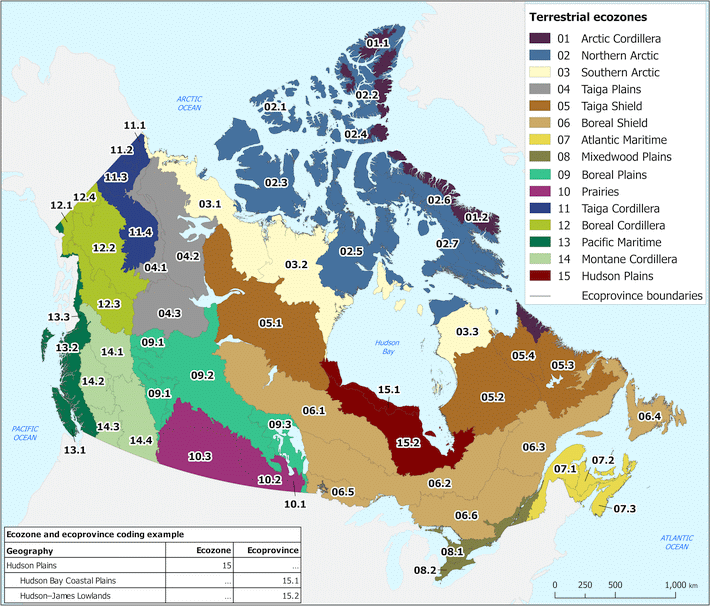
مناطق زیست‌اقلیمی (Ecozones) و زیست‌استان‌های (Ecoprovinces) کانادا

کانادا به پانزده ناحیه اقلیمی اصلی زمینی و پنج اقلیم دریایی تقسیم شده است که این نواحی به ۵۳ «استان اقلیمی»، ۱۹۴ بوم‌ناحیه و ۱٬۰۲۷ «شهرستان اقلیمی» تقسیم می‌شوند. این مناطق زیستی شامل بیش از ۸۰٬۰۰۰ گونه طبقه‌بندی‌شده از حیات وحش کانادا هستند، در حالی که تعداد مشابهی از گونه‌ها هنوز به‌طور رسمی شناخته نشده یا کشف نشده‌اند.
به دلیل آلودگی، از دست دادن تنوع زیستی، بهره‌برداری بیش از حد از گونه‌های تجاری، گونه‌های مهاجم و از بین رفتن زیستگاه‌ها، در حال حاضر بیش از ۸۰۰ گونه از حیات وحش در معرض خطر انقراض قرار دارند.
زیست‌بوم‌های اصلی کانادا شامل توندرا، تایگا، علفزار و جنگل خزان‌دار معتدله هستند. بریتیش کلمبیا چندین زیست‌بوم کوچک‌تر را دربر می‌گیرد، از جمله بوم‌سازگان کوهستانی که تا آلبرتا گسترش می‌یابد، یک جنگل بارانی معتدله کوچک در امتداد ساحل اقیانوس آرام، اقلیم نیمه‌خشک در منطقه اوکناگن و توندرا کوهستانی در مناطق مرتفع کوهستانی.
بیش از نیمی از چشم‌انداز کانادا دست‌نخورده باقی مانده و نسبتاً عاری از توسعه انسانی است. تقریباً نیمی از کانادا را جنگل پوشانده است که در مجموع حدود ۲٫۴ millionکیلومتر مربع (۰٫۹۳ millionمایل مربع) را در بر می‌گیرد.
جنگل شمالی کانادا بزرگ‌ترین چشم‌انداز جنگلی دست‌نخورده در جهان محسوب می‌شود و حدود ۳۰۰٬۰۰۰ کیلومتر مربع (۱۲۰٬۰۰۰ مایل مربع) از آن هنوز تحت تأثیر جاده‌ها، شهرها یا صنایع قرار نگرفته است.
توندرا شمالگان کانادا دومین منطقه بزرگ پوشش گیاهی در این کشور است که شامل درختچه‌های کوتاه، جگنیان و گندمیان، خزه‌ها و گلسنگ‌ها می‌شود.
تقریباً ۱۲٫۱ درصد از مساحت خشکی و آب‌های داخلی کانادا در مناطق حفاظتی قرار دارد که از این میزان ۱۱٫۴ درصد به‌عنوان مناطق حفاظت‌شده تعیین شده‌اند. همچنین ۱۳٫۸ درصد از آب‌های سرزمینی آن تحت حفاظت قرار دارد که ۸٫۹ درصد آن به‌طور رسمی مناطق حفاظت‌شده محسوب می‌شوند.

## دیرین‌جغرافیا
فعالیت‌های آتشفشانی بخش مهمی از زمین‌شناسی کانادا را تشکیل می‌دهند و چشم‌اندازهای متنوعی را شامل می‌شوند، از جمله جریان‌های گدازه، فلات‌های آتشفشانی، گنبدهای گدازه‌ای، مخروط‌های خاکستر، آتشفشان‌های چینه‌ای، آتشفشان‌های سپری، آتشفشان‌های زیردریایی، کاسه‌های آتشفشانی، قیف‌دالانه‌ها و آب‌دهانه‌ها. علاوه بر این، اشکال کمتر رایجی مانند تویاس (tuyas) و تپه‌های آتشفشانی زیر یخچالی نیز در این کشور یافت می‌شوند.
تاریخچه فعالیت‌های آتشفشانی در کانادا به دوران پرکامبرین، دست‌کم ۳٫۱۱ میلیارد سال پیش بازمی‌گردد، زمانی که بخش‌های اولیه قاره آمریکای شمالی شروع به شکل‌گیری کرد. با این حال، فعالیت‌های آتشفشانی همچنان در غرب و شمال کانادا ادامه دارد و بخشی از زنجیره‌ای از آتشفشان‌ها و زمین‌لرزه‌های مکرر در اطراف اقیانوس آرام را تشکیل می‌دهد که به آن حلقه آتش می‌گویند.
به دلیل قرار گرفتن آتشفشان‌های غرب و شمال کانادا در مناطق دورافتاده و کم‌جمعیت و همچنین کمتر بودن فعالیت آن‌ها نسبت به سایر آتشفشان‌های حلقه آتش، این تصور وجود دارد که کانادا شکافی در حلقه آتش ایجاد کرده است، بین آتشفشان‌های غرب ایالات متحده در جنوب و آتشفشان‌های جزایر آلیوتی آلاسکا در شمال. با این وجود، چشم‌اندازهای کوهستانی استان‌های آلبرتا، بریتیش کلمبیا، یوکان و مناطق شمال‌غربی کانادا بیش از ۱۰۰ آتشفشان را در خود جای داده‌اند که طی دو میلیون سال گذشته فعال بوده‌اند و فوران‌های آن‌ها قربانیان زیادی گرفته است.
فعالیت‌های آتشفشانی تأثیر قابل‌توجهی بر ویژگی‌های زمین‌شناسی و جغرافیایی کانادا و همچنین تشکیل مواد معدنی این کشور داشته‌اند. یکی از نتایج مهم این فعالیت‌ها، ایجاد هسته قاره آمریکای شمالی است که به نام سپر کانادا شناخته می‌شود.
آتشفشان‌ها باعث تشکیل صدها منطقه آتشفشانی و گسترش وسیع جریان‌های گدازه‌ای در سراسر کانادا شده‌اند. انواع مختلف آتشفشان‌ها و گدازه‌ها در این کشور به دلیل قرارگیری در محیط‌های زمین‌ساختی گوناگون و تفاوت در نوع فوران‌های آتشفشانی به وجود آمده‌اند که از فوران‌های آرام و خروج تدریجی گدازه تا فوران‌های انفجاری شدید متغیر هستند.
کانادا دارای سوابقی غنی از حجم‌های عظیم سنگ‌های ماگمایی است که به نام استان‌های بزرگ آذرین شناخته می‌شوند. این استان‌ها شامل ساختارهای زیرزمینی عظیم مانند دسته‌های بزرگ تیغه‌های آذرین، صفحات سیلی (sill provinces) و توده‌های لایه‌ای نفوذی هستند.
قدیمی‌ترین و مهم‌ترین استان‌های آذرین کانادا کمربندهای سنگ سبز نخست‌زیستی هستند که بین ۳٫۸ تا ۲٫۵ میلیارد سال قدمت دارند. این کمربندها شامل نوعی سنگ آتشفشانی نادر به نام کوماتیت هستند که نشان‌دهنده تاریخچه آتشفشانی بسیار کهن در این کشور است.